# Eressa deliana
Eressa deliana là một loài bướm đêm thuộc phân họ Arctiinae, họ Erebidae.